# بطولة ويمبلدون 1935
قائمة ببطولات ويمبلدون لسنة 1935:

## فردي رجال
فريد بيري هزم جوتفرايد فون كرام . النتيجة: 6-2 6-4 6-4

## فردي سيدات
هيلين ويلز موودي هزمت  هيلين هول جاكوبز. النتيجة: 6-3, 3-6, 7-5